# 奧特拉德諾耶湖
60°48′2″N 30°12′0″E / 60.80056°N 30.20000°E

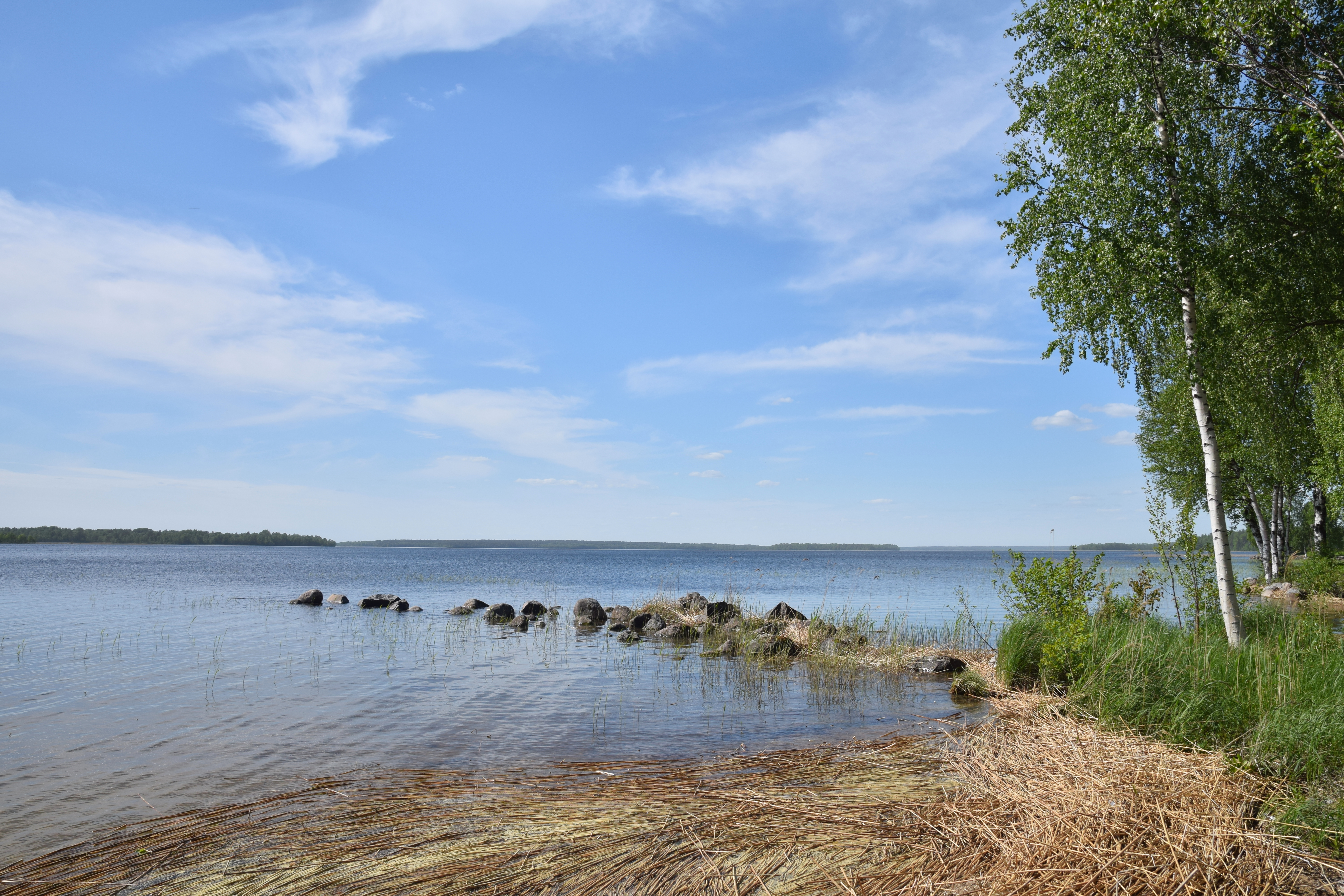
湖景

奧特拉德諾耶湖（俄语：Отрадное），是俄羅斯的湖泊，位於該國西北部，由列寧格勒州負責管轄，長13.5公里、寬8.5公里，面積72.6平方公里，海拔高度19.4米，平均水深7.5米，最大水深28米。